# NGC 1310
NGC 1310 (другие обозначения — ESO 357-19, MCG -6-8-4, IRAS03191-3716, FCC 13, PGC 12569) — спиральная галактика с перемычкой (SBc) в созвездии Печь.
Этот объект входит в число перечисленных в оригинальной редакции «Нового общего каталога».
Галактика входит в Скопление Печи.
В галактике вспыхнула сверхновая SN 1965J, её пиковая видимая звездная величина составила 18,0.
Галактика NGC 1310 входит в состав группы галактик NGC 1316. Помимо NGC 1310 в группу также входят ещё 22 галактики.